# Renault Koleos
La Koleos è un'autovettura SUV di fascia media prodotta a partire dal 2007 dalla casa automobilistica francese Renault. Dopo che la prima serie è stata venduta sino al 2015 sui mercati mondiali, la seconda serie è prodotta dal 2016.

## Prima serie (2007-2016)
La storia della Renault Koleos affonda le sue radici nella primavera del 2000, quando al salone dell'automobile di Ginevra la casa francese presentò una concept car, denominata proprio Koleos, un SUV di medie dimensioni. Questa concept car, disegnata da Patrick Le Quément era un puro esercizio di stile senza anticipare nessun modello di produzione.
Sono stati i successivi prototipi, presentati nel 2006 e nel 2007, a dare una conferma oramai definitiva di un prossimo nuovo arrivo nella gamma della Casa della losanga. E in effetti di vera e propria novità si tratta: la Renault, infatti, non ha mai avuto in listino un SUV. Le uniche esperienze recenti riconducibili a tale nicchia di mercato sono state la Scénic RX4 e la Renault Kangoo Mk1 4x4, che però non sono mai state dei veri e propri SUV, men che mai la più recente Scénic Conquest.
Per la realizzazione dell'auto, la casa francese sfrutta l'alleanza con la giapponese Nissan, da sempre una delle leader mondiali nel settore dei SUV e delle vetture fuoristrada. Il nuovo SUV Renault viene realizzato utilizzando il pianale della già affermata Nissan X-Trail, che nel 2007 è già arrivata alla sua seconda generazione. In realtà, il primo risultato di tale operazione non è stato mai commercializzato in Europa, perché si tratta del QM5, un SUV praticamente quasi uguale al Koleos, ma con frontale ridisegnato e commercializzato in Corea del Sud con il marchio Renault-Samsung. Va ricordato infatti che dal 2000, la Renault ha siglato un'alleanza con il colosso coreano dell'elettronica per la produzione di autovetture nel continente asiatico. La Renault-Samsung QM5 ha esordito alla fine del 2007.
Per arrivare alla versione definitiva, quella con il marchio Renault per il mercato europeo, si sarebbero dovuti attendere altri mesi, e arrivare così al giugno del 2008. Contrariamente a quanto avviene spesso tra la presentazione di un'interessante concept-car e la sua commercializzazione, la Koleos ha mantenuto pressoché inalterate le sue caratteristiche estetiche. Rispetto al QM5 cambia soprattutto il frontale, con calandra a punta e prese d'aria separate ai suoi lati, come nello stile Renault degli anni 2000. Il padiglione è invece piuttosto spiovente e non ad andamento verticale come in molti altri SUV. L'effetto è quello di una linea di fiancata piuttosto dinamica.
Al suo esordio, la Renault Koleos è prevista in tre allestimenti (Expression, Dynamique e Privilège) e in due configurazioni di trazione, anteriore o integrale.
L'equipaggiamento della Koleos comprende tra l'altro anche l'ESP su tutta la gamma.

### Meccanica
Le motorizzazioni previste dalla Koleos al suo esordio sono tre, e precisamente:
- 2,5 litri a benzina (QR25DE) da 170 CV (velocità massima di 185 km/h);
- 2 litri turbodiesel common rail (M9R) da 150 CV (velocità massima di 180 km/h);
- 2 litri turbodiesel common rail (M9R) da 175 CV (velocità massima di 189 km/h).

La trazione può essere semplicemente anteriore oppure integrale. Nel caso delle motorizzazioni 2.5 benzina o 2.0 dCi da 150 CV si può effettivamente scegliere tra i due tipi di trazione, mentre nel caso della 2.0 dCi da 175 CV la scelta è limitata alla sola trazione integrale.
A proposito della trazione integrale, in condizioni di marcia normali è praticamente inesistente, ma fino al 50% della coppia motrice viene trasferita automaticamente al retrotreno in caso di necessità. Opzionalmente, e a seconda del tipo di fondo, il guidatore può comunque inserire manualmente mediante un comando, la trazione integrale.
Il cambio può essere manuale oppure automatico, in ogni caso a 6 rapporti. Più precisamente, il cambio automatico è previsto di serie solo sulla versione 2.0 dCi da 150 CV con trazione integrale. Tutte le altre versioni, sia integrali sia a trazione anteriore, prevedono di serie il cambio manuale a 6 marce.

### Evoluzione

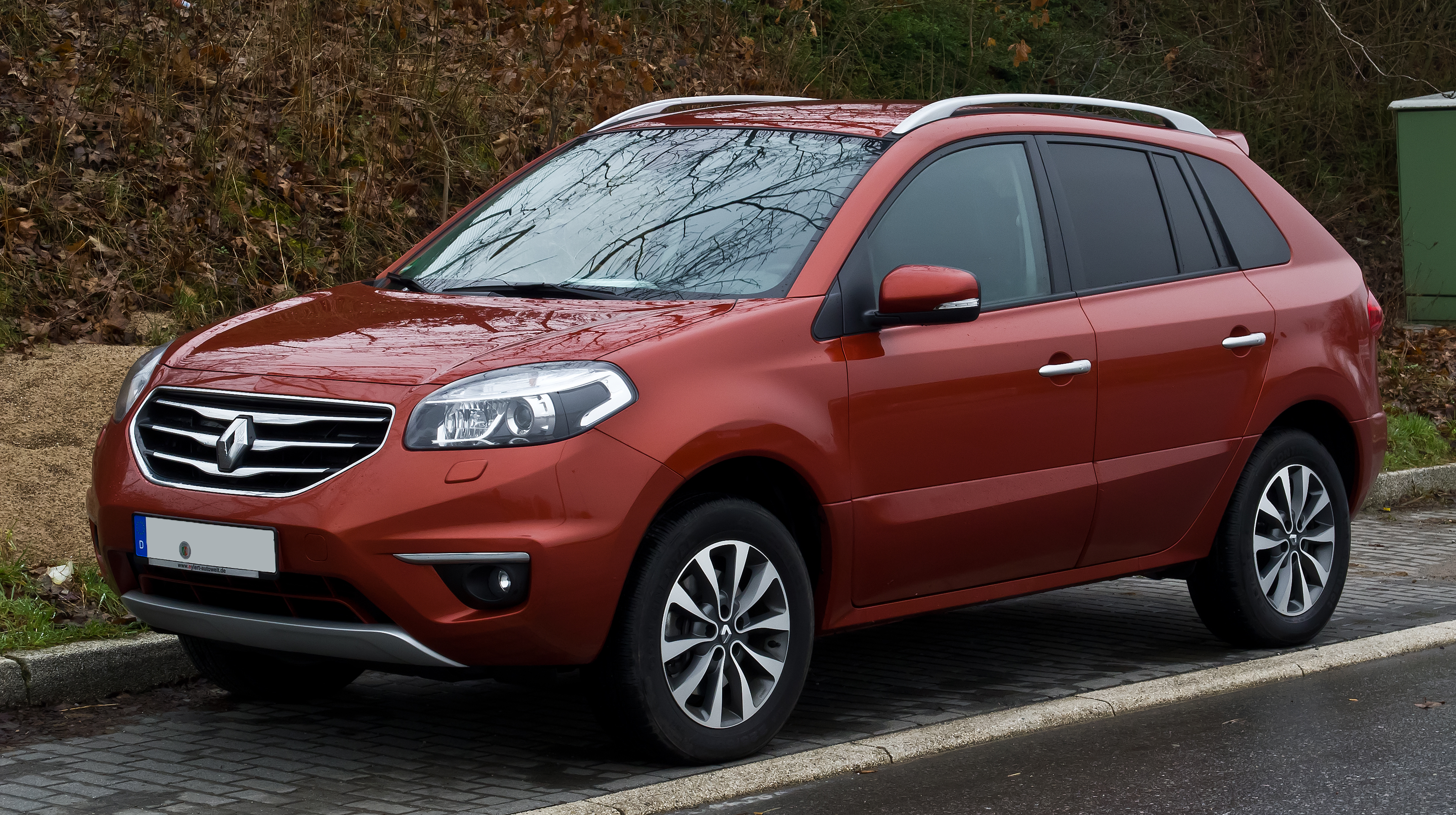
Una Koleos dopo il restyling del 2011

Nel 2008 è stata sottoposta ai crash test dell'Euro NCAP totalizzando il risultato di 5 stelle. Nella primavera del 2010, c'è stato un restyling che ha comportato un arricchimento dei livelli di allestimento e un rinfresco estetico, nonché agli interni. Esteriormente si ha l'adozione di alcune appendici aerodinamiche e di nuove protezioni ai paraurti (pacchetto SKI). Anche l'abitacolo è stato impreziosito da elementi cromati, mentre la dotazione si è arricchita ulteriormente fin dall'allestimento base. In occasione di questo restyling, la versione 2.5 a benzina, poco richiesta, è stata tolta di produzione, lasciando in gamma solo le due versioni equipaggiate con il 2 litri a gasolio.
Nei due anni seguenti non vi sono stati aggiornamenti di rilievo, salvo un lievissimo aggiornamento estetico nel 2010, mentre al Salone di Francoforte del 2011, è stata svelata la Koleos restyling, completamente ridisegnata soprattutto nel frontale, dove ora spiccano fari più arrotondati e una calandra più grande e decisa, di forma trapezoidale, ma con angoli smussati. I retrovisori esterni ora integrano anche gli indicatori di direzione a LED, mentre il paraurti, anch'esso ridisegnato, ospita alloggiamenti trapezoidali per i fendinebbia. Internamente cambiano solo pochi dettagli, come i rivestimenti dei sedili e alcuni piccoli aggiornamenti alla strumentazione. Arricchite anche le dotazioni di serie, mentre per quanto riguarda la gamma motori, l'unico motore utilizzato è il 2 litri dCi, declinato nelle potenze di 150 e 173 CV, ma rivisto rispetto alla precedente Koleos, in modo tale da ridurre leggermente i consumi e le emissioni. Rimane inalterata la possibilità di avere la Koleos a due o a quattro ruote motrici, in quest'ultimo caso ancora con trazione integrale di origine Nissan.
Un nuovo restyling si ha nel 2013, presentato al salone dell'automobile di Francoforte: le motorizzazioni restano invariate e si hanno aggiornamenti sul piano estetico, con il frontale che si adegua al più recente corso stilistico della Renault. Il nuovo modello così aggiornato viene immesso nel mercato all'inizio del 2014.
Durante l'estate del 2015 la produzione della Koleos cessa definitivamente: il modello viene sostituito su quasi tutti i mercati dalla seconda generazione.

### Motorizzazioni
| Modello              | Disponibilità | Motore | Cilindrata (cm³) | Potenza max (CV/rpm) | Coppia max (Nm/rpm) | Emissioni CO2 (g/km) | 0–100 km/h (secondi) | Velocità max (km/h) | Consumo medio (L/100 km) |
| Versioni a benzina   |               |        |                  |                      |                     |                      |                      |                     |                          |
| 2.5 16v              | 2008-10       | QR25DE | 2488             | 170/6000             | 237/4000            | 230                  | 9,1                  | 186                 | 10,1                     |
| 2.5 16v 4x4          | 2008-10       | QR25DE | 2488             | 170/6000             | 237/4000            | 237                  | 9,3                  | 185                 | 10,4                     |
| Versioni Diesel      |               |        |                  |                      |                     |                      |                      |                     |                          |
| 2.0 dCi              | 2011-15       | M9R    | 1995             | 150/4000             | 320/2000            | 148                  | 10                   | 183                 | 5,8                      |
| 2.0 dCi 4X4 (150 CV) | 2011-15       | M9R    | 1995             | 150/4000             | 320/2000            | 166                  | 10                   | 182                 | 6,5                      |
| 2.0 dCi 4X4 (173 CV) | 2011-15       | M9R    | 1995             | 173/3750             | 360/1750            | 166                  | 9,9                  | 191                 | 6,5                      |

## Seconda serie (dal 2016)

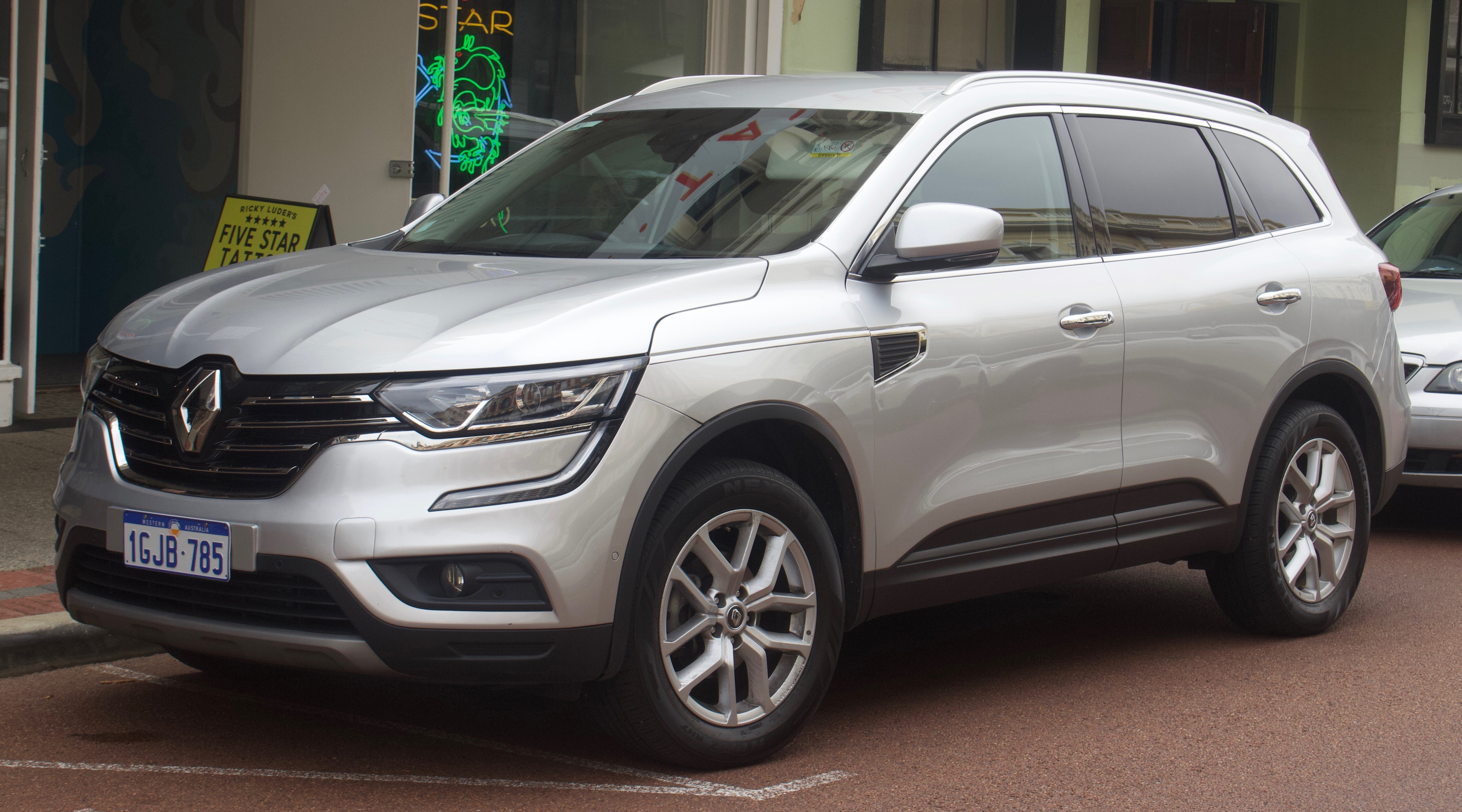
Koleos seconda serie

Dopo che alcuni esemplari camuffati e più grandi della Kadjar erano stati indicati dalla stampa specializzata come riconducibili a una nuova versione dell'auto, al salone dell'automobile di Pechino del 2016 è stata presentata la nuova Koleos, che ora è una grande SUV, destinato in particolar modo al mercato cinese e venduta anche in Europa e Italia. Questa nuova serie è basata  sulla contemporanea Nissan X-Trail.